# Jumo 004
Jumo 004是世界首款投入量產與實戰的渦輪噴射發動機，也是首架成功的軸流式壓縮機，在二次大戰期間納粹德國的容克斯總計量產8,000具發動機，廣泛的被Me 262戰鬥機、Ar 234轟炸機與Ho 229戰鬥機原型機所採用，該發動機的衍生型在戰後的東歐被廣泛的量產。

## 概念與設計
在1937年早期時，噴射動力的實用化工程就開始進行，由任職於亨克爾的漢斯·馮·歐海（Hans von Ohain）博士著手研發。但德意志帝國航空部的高層人員認為過於冒險故不感興趣，但先進發動機研發主任黑穆特.崔普與漢斯·毛赫（Hans Mauch）卻認為頗有潛力，並鼓勵發動機製造商進行噴射發動機的開發案，然製造商們猶豫不決而導致進展緩慢。1939年時，容克斯發動機部門的部長—奧圖·馬德認為這個概念是可行的，但他手下卻欠缺人才，黑穆特·崔普隨即指派安瑟倫·法蘭茲(Anselm  Franz)博士予以協助，並增加渦輪增壓器與機械增壓器方面的研發經費，法蘭茲的加入無疑對於馬德的研發團隊有莫大的助益，航空部隨及將計劃命名為「109-004」（「109」是所有噴射發動機開發案的通用字首）。
安瑟倫.法蘭茲博士並沒有採用漢斯·馮·歐海博士的離心式渦輪噴射發動機設計，改選擇具有革命性新式氣體壓縮機，此型壓縮機是由位於哥廷根的航空動力學研究發展中心（AVA）所開發，主要特點在於可以持續讓空氣通過發動機，俗稱：「軸流式壓縮機」。此壓縮機具有效率高達78%的性能，而且擁有較小的橫截面，這種設計對追求高速戰機非常重要。其它方面，雖然該發動機的輸出效率低於理論值，但法茲還是加快研發進度，並致力簡化生產過程與成本，同時也為該設計下了最重要的決定—將6個燃燒室合併為單一的「燃燒區」，而不是採用的6具並聯的環狀燃燒室，法蘭茲的作法飽受航空部的批評，但在發動機問題產生時卻證明了前者的觀點才是正確的，「004」與技術較為先進的「BMW 003」相比較後反而提早進入了量產狀態。

### 開發與測試

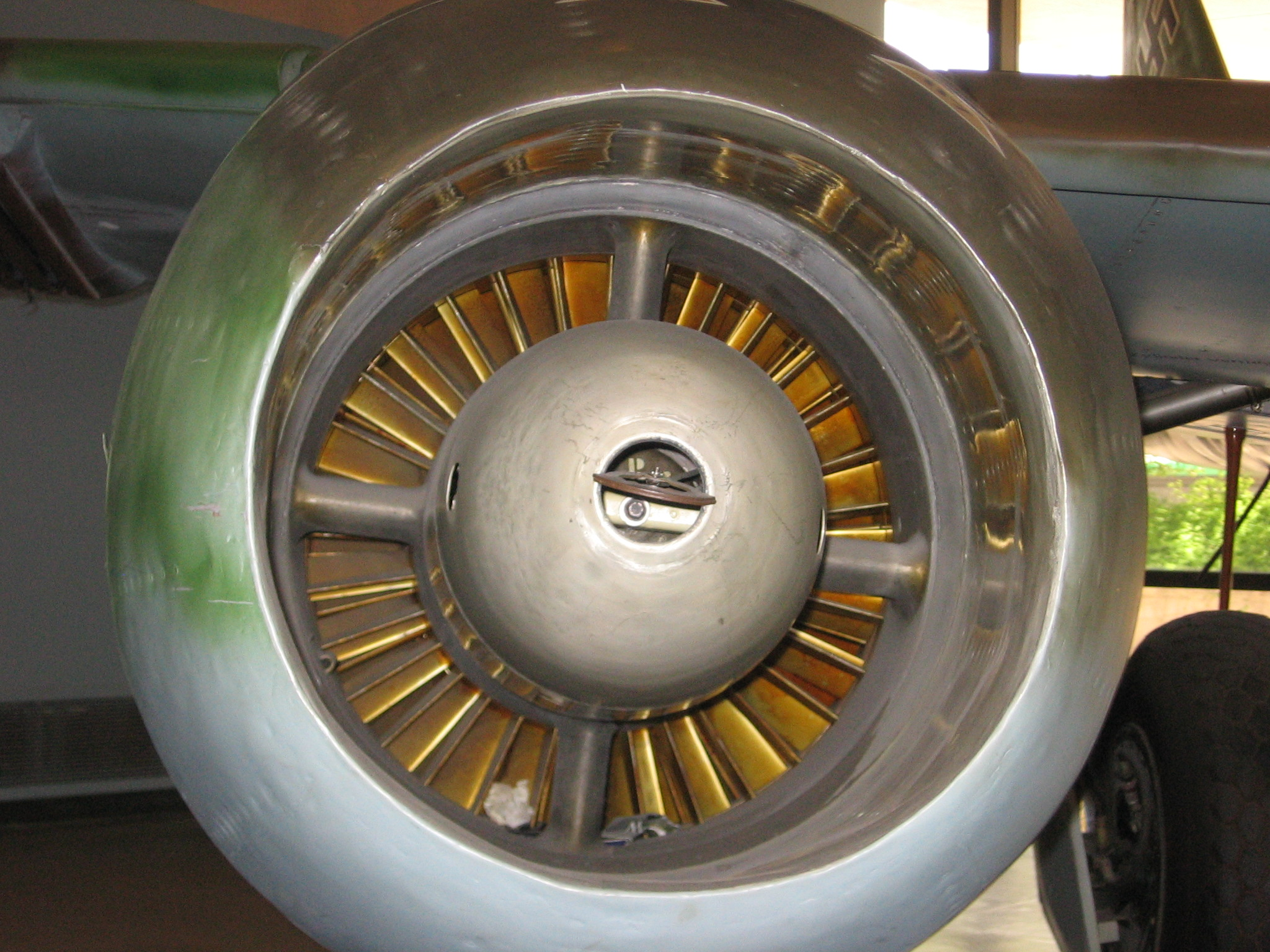
Me－262戰機上的Jumo 004引擎的正視圖，引擎的啟動把手在前方清晰可見

首架004A原型機是採用柴油，雖然沒有發動機噴嘴但還是在1940年10月進行首次測試， 在1941年1月時，作為測試平台時最大與持續工作推力為4,200牛頓(950磅)，遠低於RLM合同中所要求的5,900牛頓(1,300磅)，
各種壓縮機扇葉的問題拖累了研發時程，直到馬克斯·班特勒設計出全新的定子扇葉才解決這個問題， 到8月時，原初合金製的壓縮扇葉被替換為鋼製扇葉並安裝新式定子於發動機內使其推力上升到5.9仟牛頓(1,300磅)，到12月時該發動機完成10小時持續推力達9.8仟牛頓，首次飛行測試於1942年3月15日並且以Bf 110戰鬥機做為測試平臺，在7月18日，1架Me 262戰鬥機原型機在裝配噴射發動機004的情況下，進行首次試飛，同時帝國航空部命令004量產80架發動機。
初期004A發動機針對Me 262原型機提供推力時並沒有在金屬消耗上進行限制，尤其在德國缺乏的未經加工的稀有金屬如鎳，鈷與鉬， 然而當該發動機進入量產時這種浪費就不被接受了，法茲了解必須考量到少量稀有金屬之下將Jumo 004進行重新設計並成功的完成了，所有耐熱金屬包括燃燒室都是用有鍍鋁的低碳鋼組成，那些中空渦輪葉片的成分為 (12%鉻，18%錳與70%鐵)所組成並由克魯伯負責鍛造焊接，並且由壓縮機回流的空氣冷卻。該發動機的操作壽命是明顯的縮短但卻變得更容易製造，
首架量產型號004B與004A相比重量足足少了220磅，到1943年時已通過數百小時的測試，大修間隔時間約為50小時。
在1943年後期一連串發動機震動的問題嚴重拖累了開發進程， 最終到12月時的帝國航空部的會議中，扇葉結構震動專家馬克斯，班特勒提出了扇葉變細約一厘米以解葉片耦合振動的問題並將轉速從9,000下降到8,700rpm。
直到1944年初才開始進行全面性量產，導致該發動機延緩服役於Me 262上面。
由於004B採用低劣品質的鋼材打造，這些發動機通常只擁有10-25小時的服役壽命，只夠一位技術純熟的飛行員飛行2次， 這種發引擎還有另一種缺點：早期的噴射發動機，皆有節流閥推延遲緩的毛病，更糟糕是，調節失當會在瞬間注入大量的燃油到燃燒室中，在冷空氣進來混合之前導致過熱導致渦輪扇葉壽命縮短，這也是此款發動機故障的主要原因，雖然問題頻傳，但這款發動機卻是第一款投入實戰的引擎。
Jumo 004可以使用這些燃料：:
- J-2, 他的標準燃料，一種由煤製成的合成燃料（synthetic fuel）。
- 柴油。
- 航空燃油，因其油耗過高並不被認為合適。

### 戰後量產
第二次世界大戰之後，Jumo 004曾被在 Malešice， 捷克斯洛伐克小規模地製造, 稱作 M-04, 用來為 Avia S-92，一種Me-262的複製品，提供動力。Jumo 004 的複製品也曾在 前蘇聯被仿製，其型號為RD-10 engine, 作為Yakovlev Yak-15以及許多原型機的發動機。
在法国，在法国，被繳獲的Jumo 004 被作為Sud-Ouest SO 6000 Triton以及Arsenal VG-70的引擎。

## 主要性能參數 (Jumo 004B)

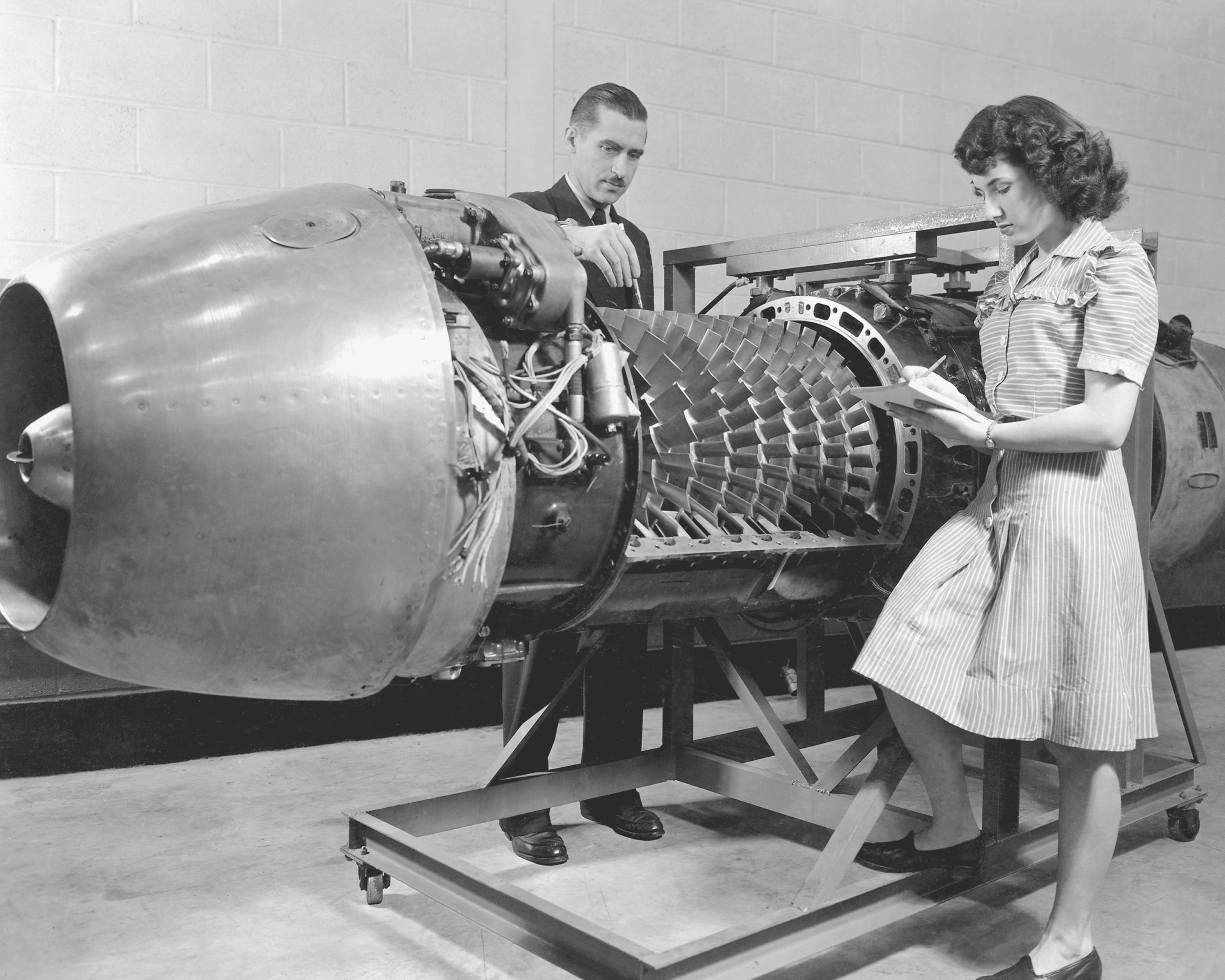
A Jumo 004 engine is being investigated by Aircraft Engine Research Laboratory engineers of the National Advisory Committee for Aeronautics in 1946

数据来源： 

### 概况
- 类型： 渦輪噴射
- 长度： 3.86 m (152 in)
- 直径： 81 cm (32 in)
- 淨重： 719 kg (1,585 lb)

### 组件
- 压缩机： 8-級 軸流式壓縮機
- 燃烧室： Can-type, 6
- 涡轮： Single-stage

### 性能
- 最大推力： 8.8 kN (1,980 lbf) at 8,700 rpm
- 总压比： 3.14:1
- 燃料消耗率： 1.39 N/(N·hr)
- 推重比： 1.25 (12.2 N/kg)